# Syntormon tabarkae
Syntormon tabarkae är en tvåvingeart som beskrevs av Becker 1918. Syntormon tabarkae ingår i släktet Syntormon och familjen styltflugor. Inga underarter finns listade i Catalogue of Life.